# Aeronautes saxatalis
Aeronautes saxatalis (Woodhouse, 1853) noto anche come rondone golabianca, è un rondone della famiglia dei Apodidae , originaria dell'America nord occidentale e del sud Honduras. 

## Distribuzione e habitat
È un uccello migratore e viaggia verso la parte meridionale del suo habitat naturale in inverno, fino a nord lungo la costa del Pacifico come la Central Valley californiana; nell'entroterra vive in tutta la regione del Great Basin fino all'estremo sud della Columbia britannica.

## Descrizione
Raggiungendo una lunghezza di 16,5 cm e con un'apertura alare di 35,5 cm, il rondone gola bianca si distingue dagli altri rondoni nordamericani per una parte piumata biancastra, che si estende fino alla pancia. Le parti superiori, la pancia e i lati del petto sono neri e le sottostanti sono grigie.
Come tutti i rondoni, i rondoni dalla gola bianca usano le loro zampe corte solo per aggrapparsi a superfici verticali o ai fili, e non atterrano mai sul terreno volontariamente. I rondoni dalla gola bianca nascono da inizio maggio a metà agosto, annidandosi in scogliere rocciose molto ripide.